# Kleerup
Andreas Per Kleerup (* 2. April 1979) ist ein schwedischer Popmusiker und Musikproduzent.

## Werdegang
Kleerup ist Mitglied des Trios Meatboys und des Sextetts Me and My Army. Bekannt wurde er 2007, als er zusammen mit der schwedischen Sängerin Robyn den Titel With Every Heartbeat veröffentlichte. Nachdem das Lied in die schwedischen Charts eingestiegen war, wurde es auch in Großbritannien veröffentlicht, wo es sehr erfolgreich war und im August Platz 1 erreichte. Auch in anderen europäischen Ländern wie Frankreich, Deutschland und Italien war das Lied erfolgreich.
Für sein Debütalbum Kleerup nahm er weitere Titel zusammen mit bekannten schwedischen Sängerinnen wie Neneh Cherry, Marit Bergman, Lykke Li und Lisa Milberg von den Concretes auf. Das vorab veröffentlichte Longing for Lullabies zusammen mit Titiyo wurde ein Top-10-Hit in Schweden, das Album brachte es 2008 bis auf Platz 7 der schwedischen Albumcharts. 
2010 begründete Kleerup zusammen mit Musikern anderer bekannter schwedischer Bands das Sextett Me and My Army. Es steht für melodischen Pop- oder Folk Rock. M.A.M.A, wie sie verkürzt heißen, veröffentlichten im Herbst 2010 eine gleichnamige EP und im Februar 2011 ein vollwertiges Album. Ankündigungen, den US-Rocker Tommy Lee für eine gemeinsame Single ins Boot zu holen, bewahrheiteten sich nicht.
Andreas Kleerup machte sich auch als Produzent und Mitautor des Titels Lay Me Down von Cyndi Lauper einen Namen.
Kleerup trat im ersten Halbfinale des Eurovision Song Contests in Malmö als Pausenfüller auf.

## Diskografie
Alben
- 2008: Kleerup
- 2011: Thank God for Sending Demons (mit Me and My Army)
- 2012: Aniara

EPs
- 2010: Me and My Army

Singles
- 2007: With Every Heartbeat (mit Robyn)
- 2008: Longing for Lullabies (feat. Titiyo)
- 2008: Forever (mit Neneh Cherry)
- 2008: 3am (mit Marit Bergman)
- 2009: History (mit Linda Sundblad)
- 2009: Until We Bleed (mit Lykke Li)
- 2015: Imorgon är en annan dag
- 2015: Så länge skutan kan gå
- 2015: Beautiful Life
- 2024: Imagine Paradise